# 法恩寺山
法恩寺山（ほうおんじさん）は、福井県勝山市にある標高1,357 mの山。加越国境に位置する両白山地の火山で、白山国立公園および恐竜渓谷ふくい勝山ジオパーク、奥越高原県立自然公園内にある。

## 概要
法恩寺山は白山信仰の開祖・泰澄が白山開山の際、深山に読経の声を聞き、その山頂直下西に法音教寺を建立し、山名はこれに由来する。以来平泉寺白山神社からの越前禅定道として修験の場所として重要な山であり、山頂は伏拝として白山を崇拝した場所でもある。
勝山市街地からは、なだらかな山容を持つこの山の全貌を望むことができる。
白山火山帯に属し、経ヶ岳とは尾根続きであり100万年程前に噴出した第四紀火山ではあるが、岩石の生成時期は差がある。なだらかな山体は、黒色石英岩質と溶岩が風化した赤土で覆われている。西に広く長く溶岩流が流れ、吉野ヶ原には泥流原が形成されている。西面は緩斜面で、東面は急斜面である。
西北西山腹では国の総合保養地域整備法（リゾート法）の承認を得て、東急リゾートサービスによりスキージャム勝山が開発され、1993年12月にスキー場を開業した。この下部の西山麓には、雁が原スキー場がある。

## 自然
東山腹を除く山域は、白山国立公園の特別地域の指定を受けている。法恩寺林道が山麓を周回しており、道路沿いに多くの花や木が植栽されている。
第二次世界大戦後の食糧事情のため、山麓の溶岩台地吉野ヶ原で開拓が行われていた。現在は、東急ハーヴェストクラブのホテルに利用されている。
山頂部にはブナ、ミズナラ、ダケカンバ林などがある。林間にはシャクナゲが群生している。特にサワグルミ林は福井県内で唯一のものである。山頂直下の法音教寺跡では、秋にはリンドウなどの花が見られる。林道法恩寺線沿いには樹齢500年以上の「法恩寺のねまり杉」があり、1975年（昭和50年）10月15日に勝山市の天然記念物の指定を受けた。

## 登山
登山適期は5-11月。山頂からは経ヶ岳や白山などの山並みを望むことができる。積雪期には、スキージャム勝山のリフトが利用できる。

### 越前禅定道

白山禅定道

白山を開山した泰澄により、832年に越前、加賀、美濃の三方向からの登拝道である禅定道が開かれた。福井県側からの越前禅定道は、起点である越前馬場は平泉寺白山神社で、法恩寺山などを経て白山に至る登拝道である。法恩寺山は修行僧により重要な位置付けとされ、この北側のピークが伏拝（ふしおがみ、標高点1,360 m）として白山を遥拝所とされていた。
越前禅定道の詳細な経路は、起点：平泉寺白山神社の三宮社 - 金剣宮 - 三頭山（標高778 m） - 稚児堂跡 - 法音教寺跡 - 法恩寺山（1,357 m） - 伏拝 - 和佐盛平 - 小原峠 - 川上御前社 - 市ノ瀬（旧白山温泉） - 六万山 - 指尾 - 剃刀窟 - 五輪坂 - 慶松平 - 別当坂 - 仙人窟鬼ヶ咽 - 真砂坂・馬の立髪 - 蛇塚 - 黒ボコ岩 - 八幡社跡 - 室堂 - 青岩 - 高天原終 - 点：白山（御前峰）。

### 登山道
平泉寺白山神社からのルート
白山禅定の表登山道であった越前禅定道が、現在も法恩寺山へのメインの登山道として利用されている。越前禅定道を含む白山禅定道は、歴史の道百選の一つに選定されている。平泉寺白山神社の苔むした参道などは、日本の道100選、かおり風景100選、美しい日本の歴史的風土100選の一つに選定されている。経路は、 平泉寺白山神社 - 三頭山 - 法恩寺林道出合（車でここまで上がることもできる。）- 稚児堂 - 法恩寺山。法恩寺林道出合付近には、中ノ平避難小屋（収容人数20名、無人）と稚児堂（近くの弁ヶ滝に身を投げたと伝えられている僧「和光」と身ごもった「弁の君」の子の霊を慰める供養塔）がある。山頂直下の法音教寺跡には小さな祠が祀られている。
林道小原線からのルート
越前禅定道の林道小原線側からルートもある。経路は、林道小原線 - 伏拝 - 法恩寺山。
経ヶ岳方面からのルート
経ヶ岳の北岳からのルートもある。経路は、北岳 - 伏拝 - 法恩寺山。北岳までの経路は経ヶ岳の登山コースを参照。

## 地理

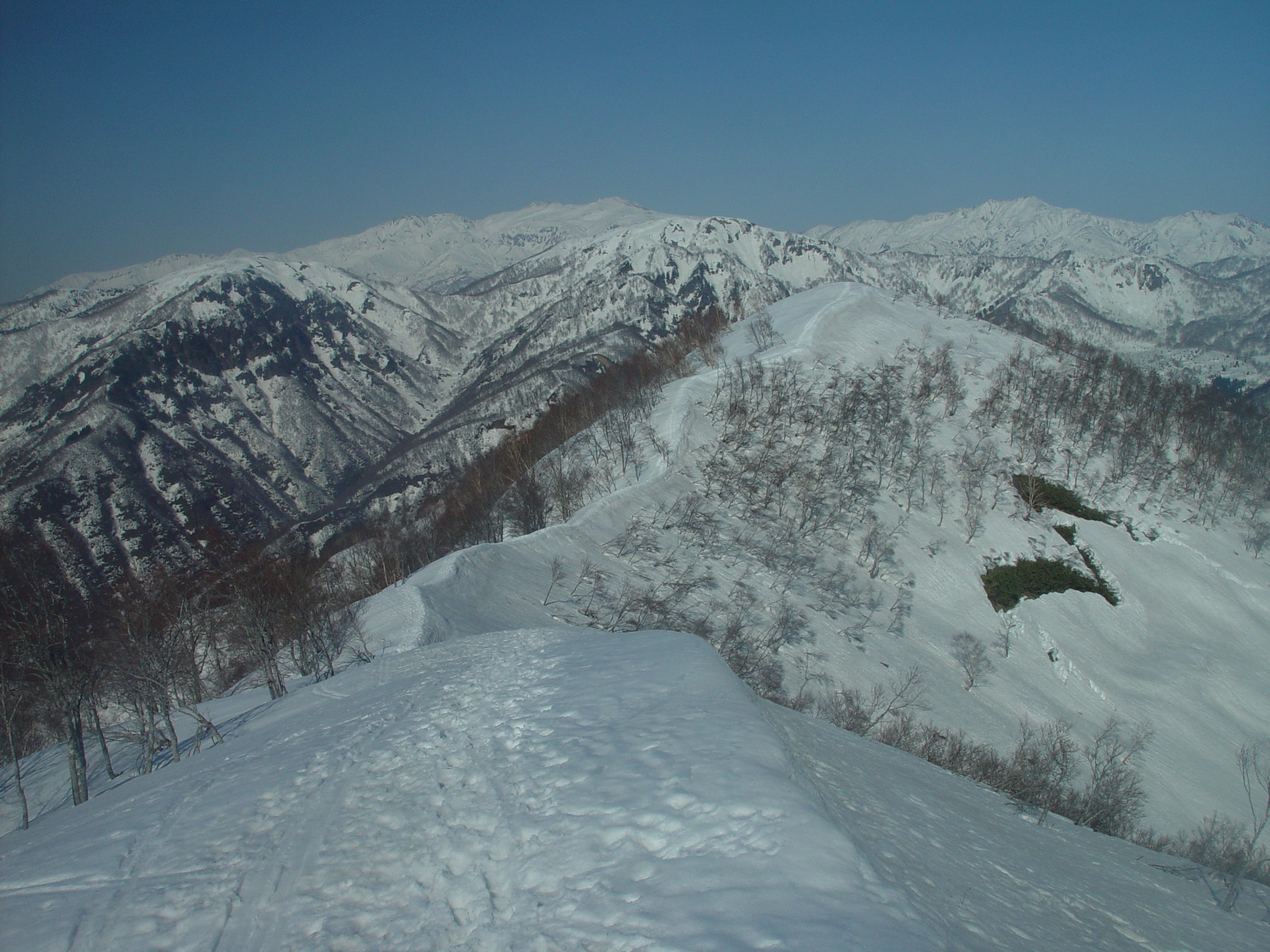
法恩寺山から望む両白山地の山並み、左から烏岳と大長山、最奥に白山、別山、三ノ峰

勝山市中心市街地の真東に位置し、両白山地の経ヶ岳から北西に派生する尾根上にある。山頂の西南西3.8 kmには、三頭山（標高778 m）がある。

### 周辺の山
| 山容                                                                                        | 山名     | 標高 (m) | 三角点等級 基準点名 | 法恩寺山からの 方角と距離(km) | 備考                        |
| ------------------------------------------------------------------------------------------- | -------- | -------- | ------------------- | ----------------------------- | --------------------------- |
| 経ヶ岳と法恩寺山との間の稜線上から望む白山（2004年3月28日）                                 | 白山     | 2,702.14 | 一等 「白山」       | 東北東 18.7                   | 日本百名山                  |
| 法恩寺山から望む大日山（2004年3月28日）                                                     | 大日山   | 1,368    |                     | 北西 14.4                     |                             |
| 法恩寺山から望む赤兎山（2004年3月28日）                                                     | 赤兎山   | 1,628.63 | 三等 「赤兎山」     | 東 5.8                        | 赤兎避難小屋                |
| 法恩寺山方面から望む大長山（左）と赤兎山（右端）、遠景は白山、別山、三ノ峰（2004年3月28日） | 大長山   | 1,671.40 | 二等 「大長山」     | 東北東 5.7                    |                             |
| 法恩寺山から望む取立山（2005年3月19日）                                                     | 取立山   | 1,307.22 | 三等 「取立」       | 北北東 4.9                    | 取立平 水芭蕉群生地         |
| 経ヶ岳から望む法恩寺山、遠景は大日山（2002年11月23日）                                      | 法恩寺山 | 1,356.62 | 三等 「法恩寺山」   | 0                             | 越前禅定道                  |
| 杓子岳から望む保月山、経ヶ岳登山道にて（2002年10月31日）                                    | 保月山   | 1,272.71 | 三等 「笹谷」       | 南 2.8                        | 保月尾根                    |
| 法恩寺山から望む経ヶ岳（2004年3月28日）                                                     | 経ヶ岳   | 1,625.16 | 二等 「経ケ岳」     | 南東 2.9                      | 南峰（双耳峰） 日本三百名山 |

### 源流の河川

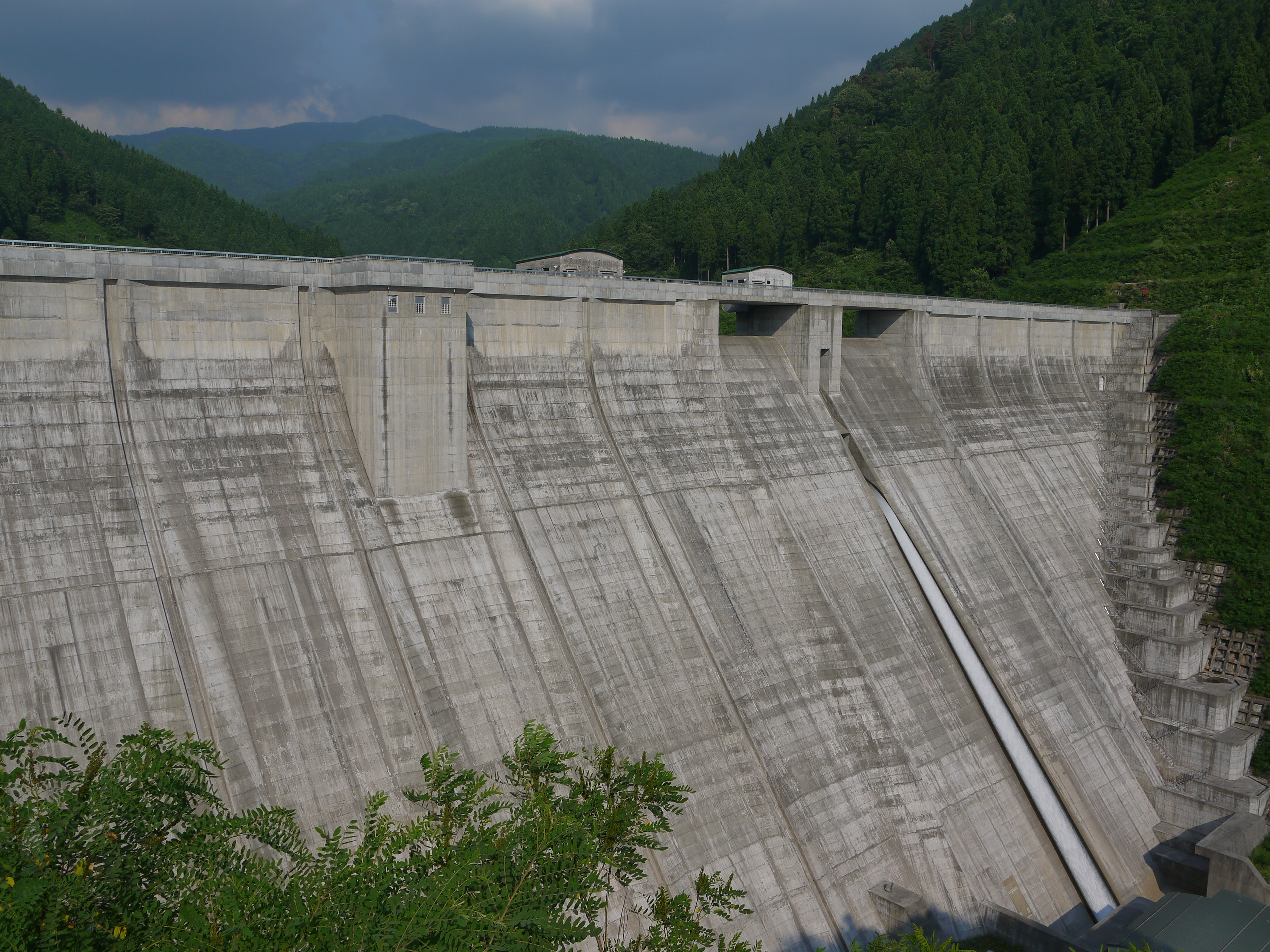
山頂の西5 kmにある浄土寺川ダム

九頭竜川の以下の支流の河川の源流となる山で、日本海へと流れる。
- 滝波川の支流
- 暮見川 - 上流部に火山砂防堰堤が設置されている[14]。
- 浄土寺川 - 山頂の西5 kmには、浄土寺川ダムがある。
- 女神川 - その上流部に弁ヶ滝（べんがたき、落差約40 m、山頂の西南西1.8 km）があり、古くは修行所とされていた[14]。滝面は溶岩で形成され、滝の上部では柱状節理、下部では板状節理の地質が見られる[15]。

### 交通・アクセス

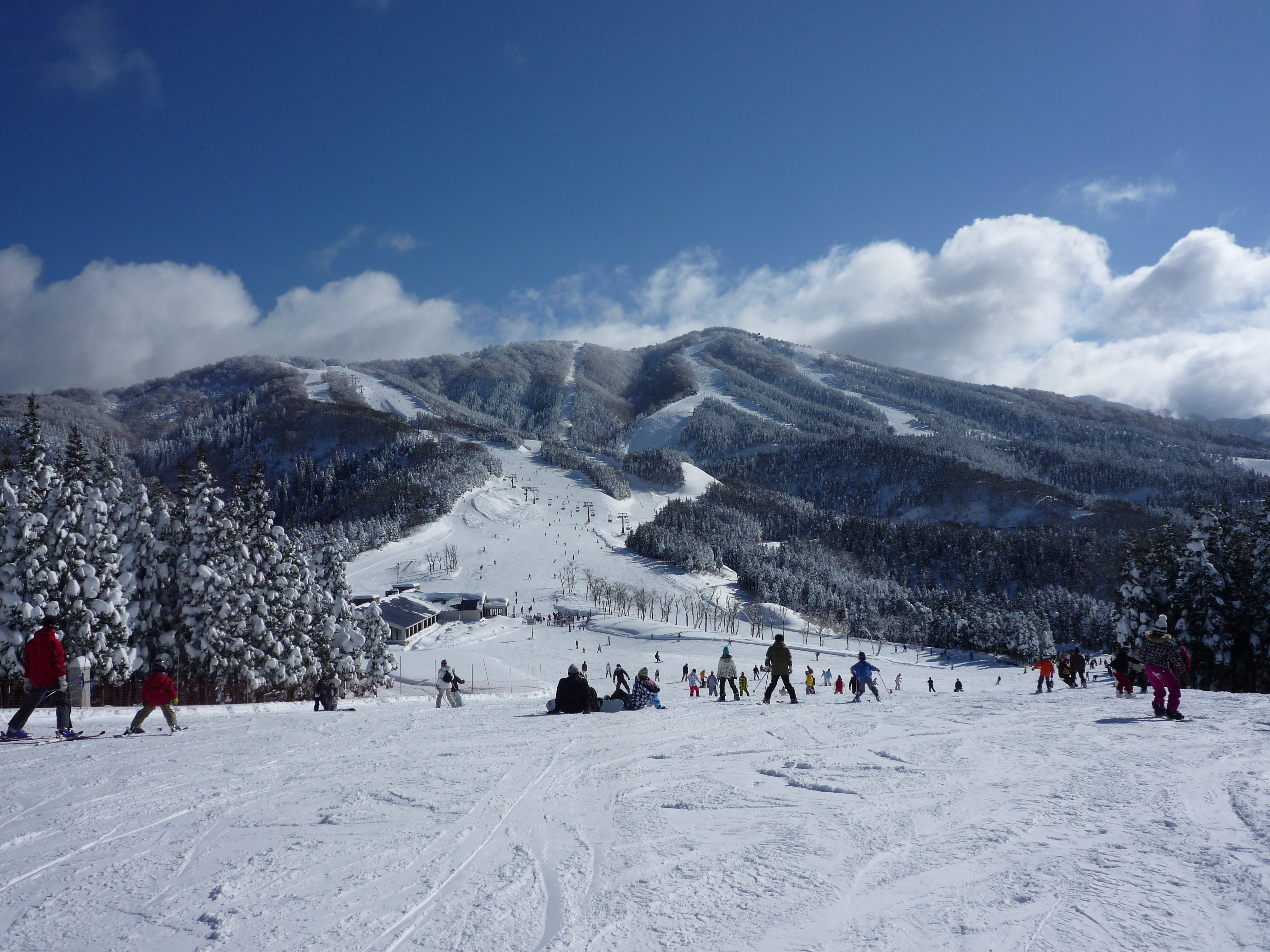
法恩寺山の上部西斜面にあるスキージャム勝山のゲレンデ

西および北西山麓には国道157号が通る。西北西山腹にあるスキー場のスキージャム勝山へアクセルするための法恩寺山有料道路が、西山麓の国道157号から吉野ヶ原まで通る。法恩寺山有料道路などを利用して、「法恩寺山ヒルクライム」が開催されている。勝山市村岡町暮見と大野市六呂師を結ぶ森林開発のための林道法恩寺線が西山腹を通る。この林道は冬期閉鎖される。
- えちぜん鉄道勝山永平寺線の勝山駅の東9.5 kmに位置する[2]。
- 北陸自動車道福井北インターチェンジの東29 kmに位置し、中部縦貫自動車道（永平寺大野道路）勝山インターチェンジの東11 kmに位置する。

## 法恩寺山の風景と展望

### 法恩寺山の風景

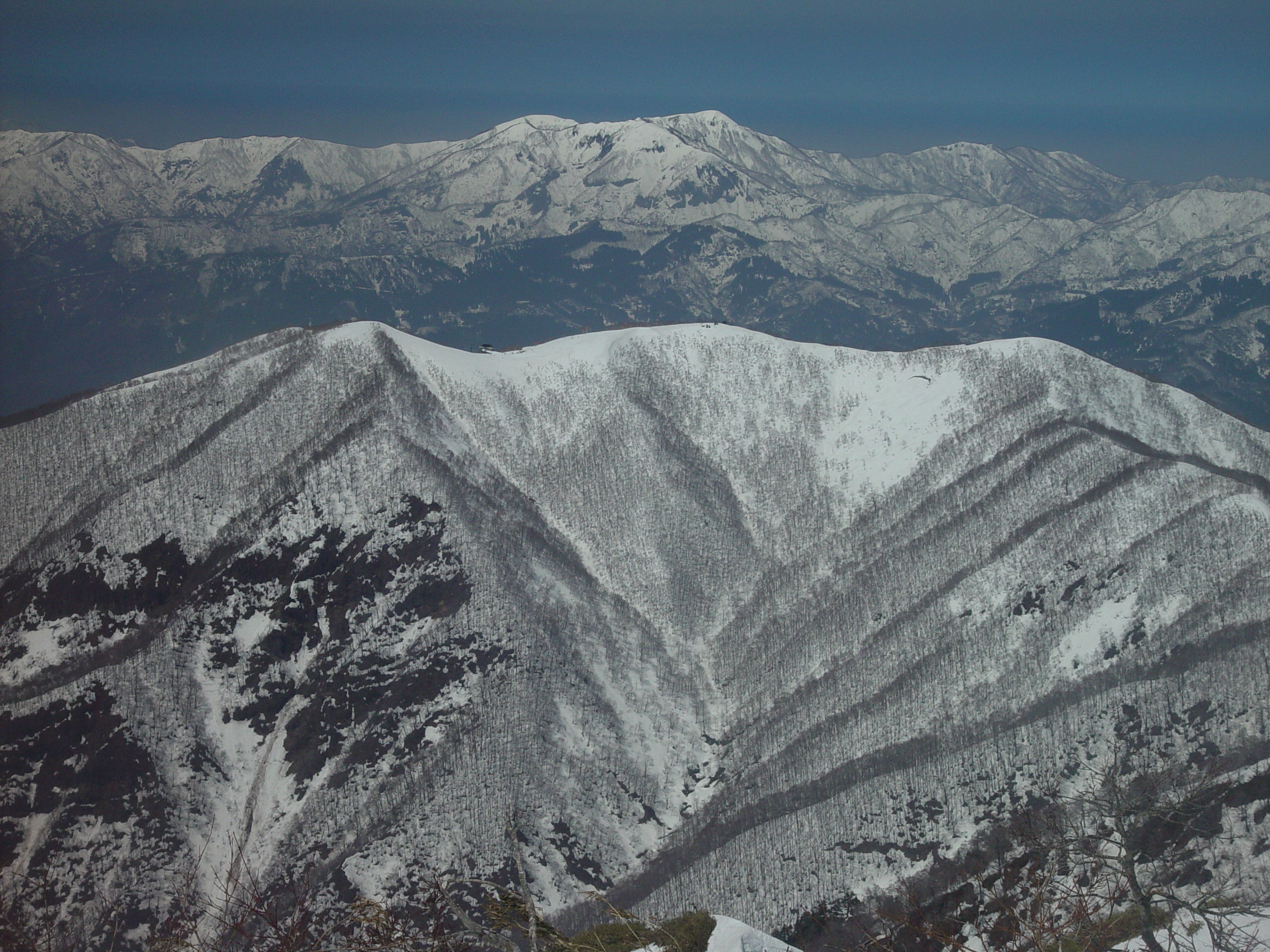
経ヶ岳から望む法恩寺山、遠景は大日山 （2005年4月9日）
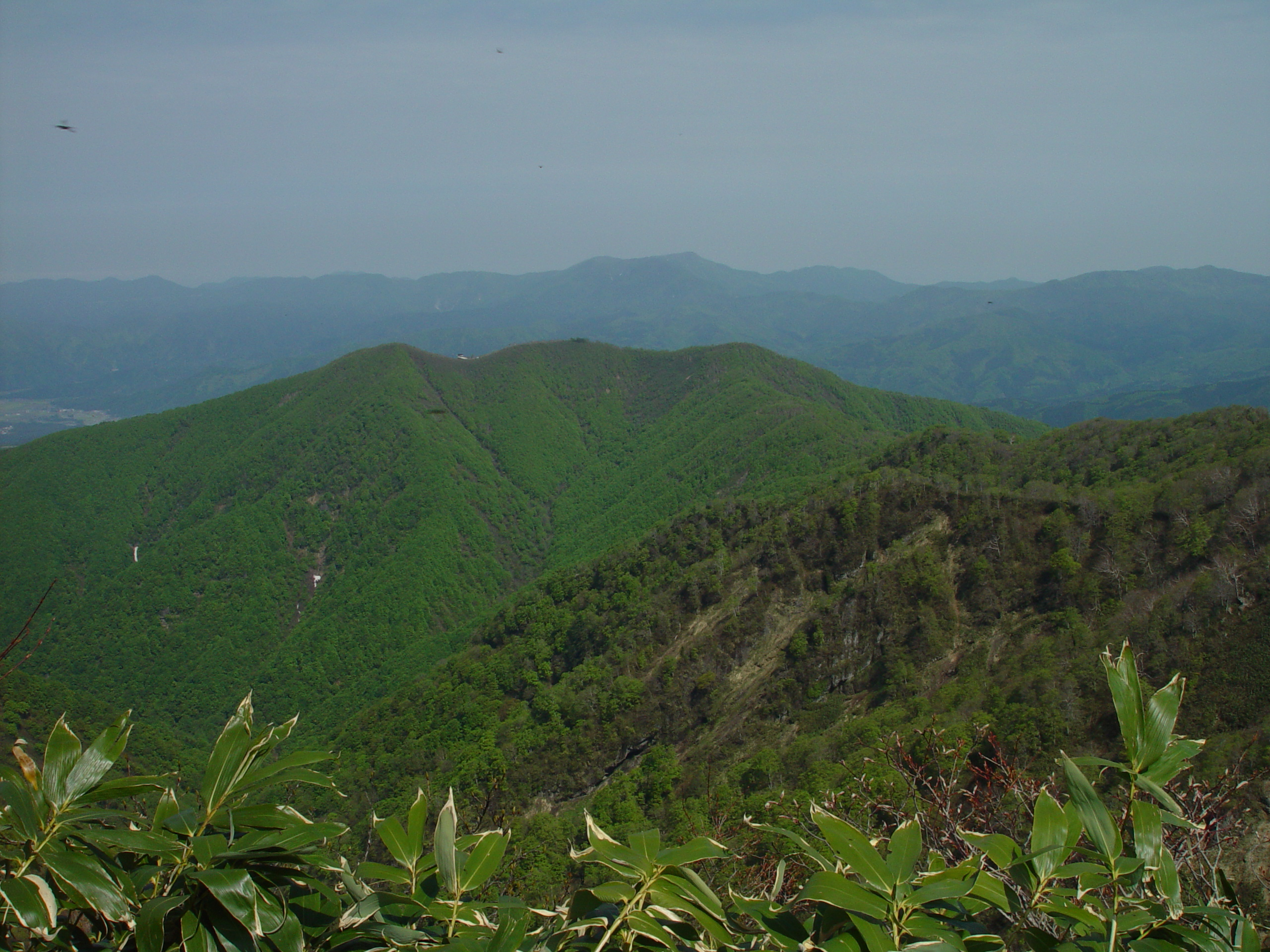
経ヶ岳から望む法恩寺山 （2002年5月13日）
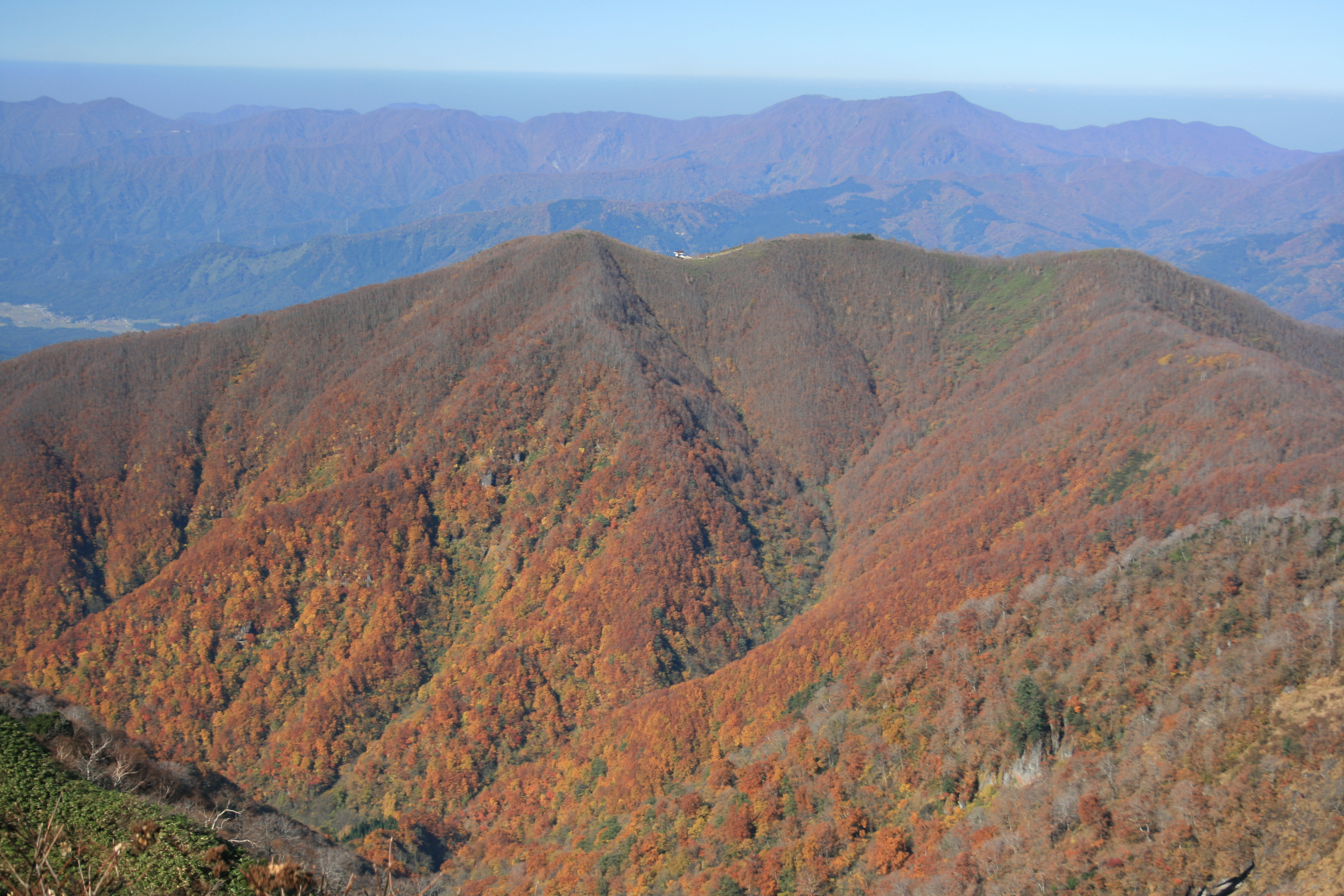
経ヶ岳から望む法恩寺山、遠景は大日山 （2010年11月7日）
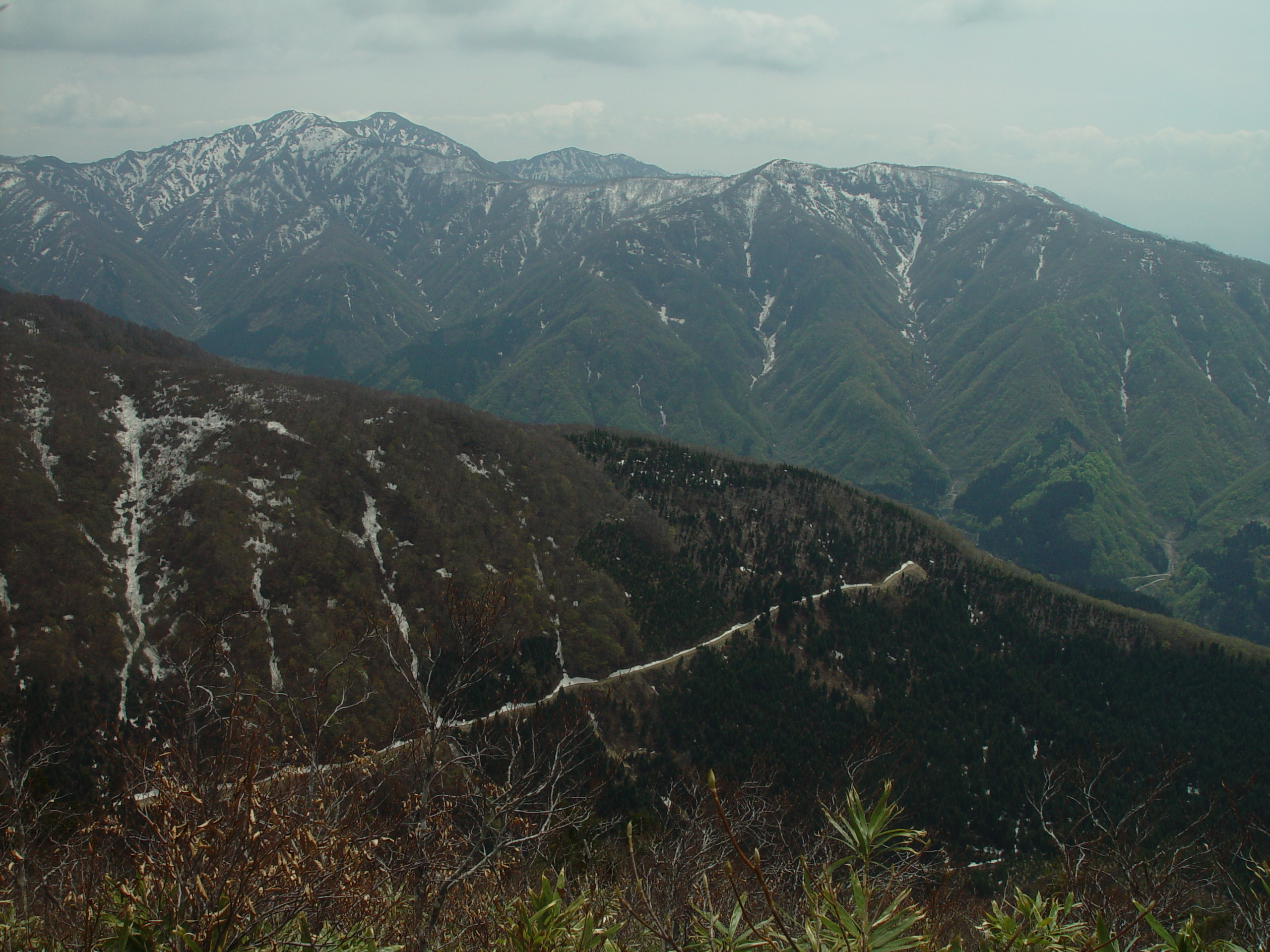
取立山から望む経ヶ岳（左）と法恩寺山（右） （2002年4月27日）

### 法恩寺山からの展望

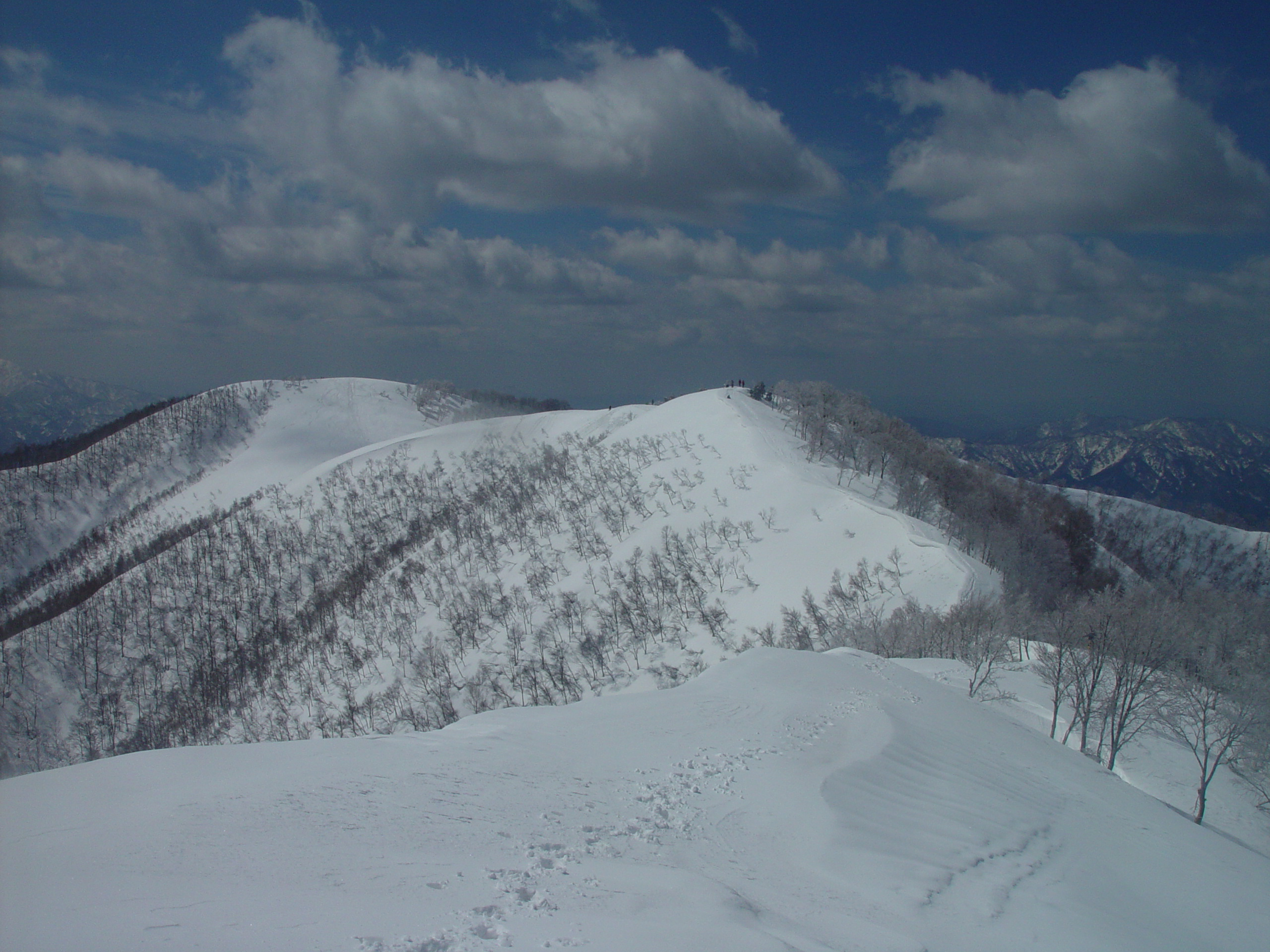
北側のピークの伏拝（標高1,360m）方面から望む法恩寺山の山頂部（左奥） （2005年3月19日）
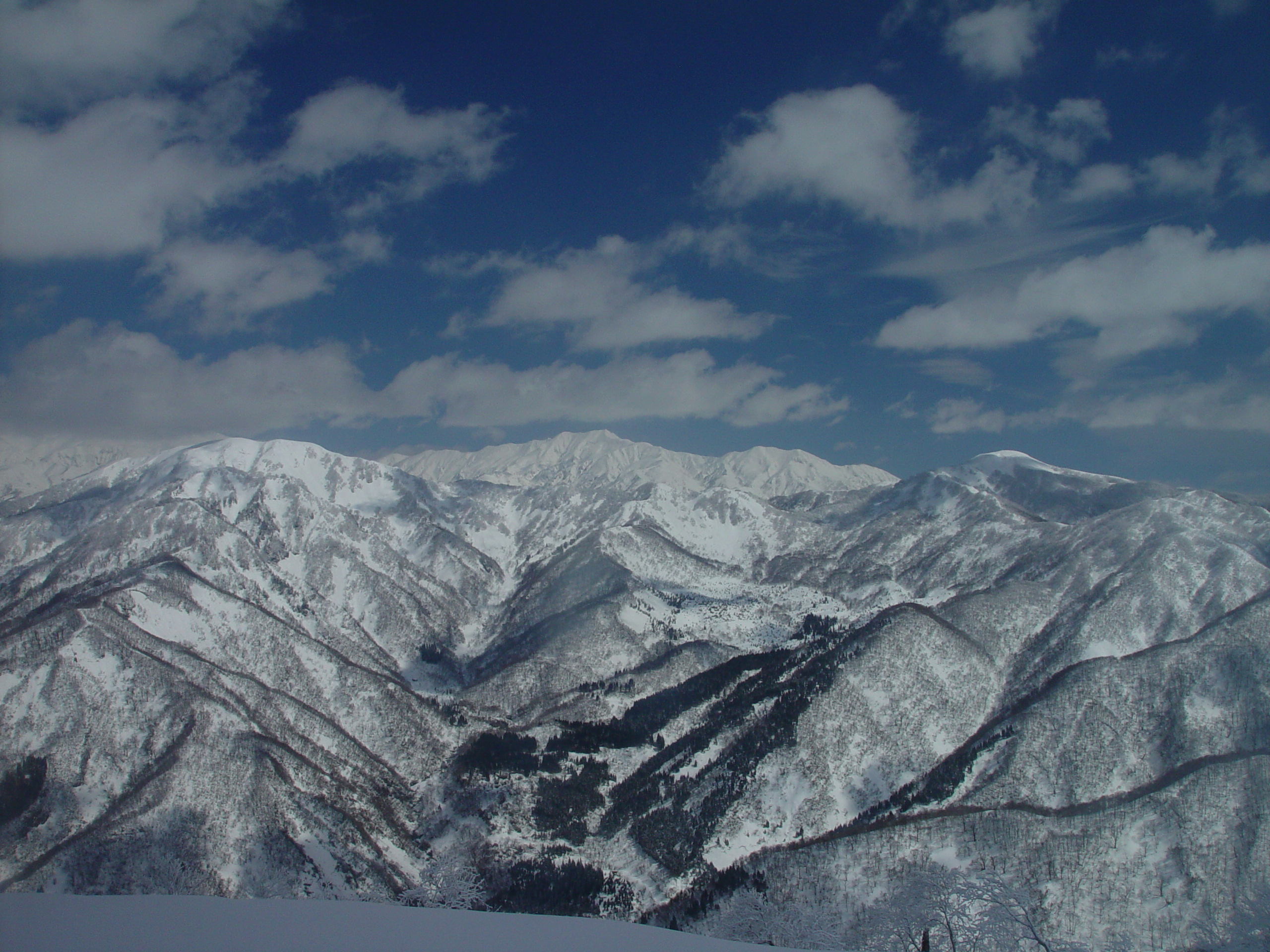
法恩寺山から望む大長山（左）と赤兎山（右）その稜線越しに別山（中央奥） （2005年3月19日）
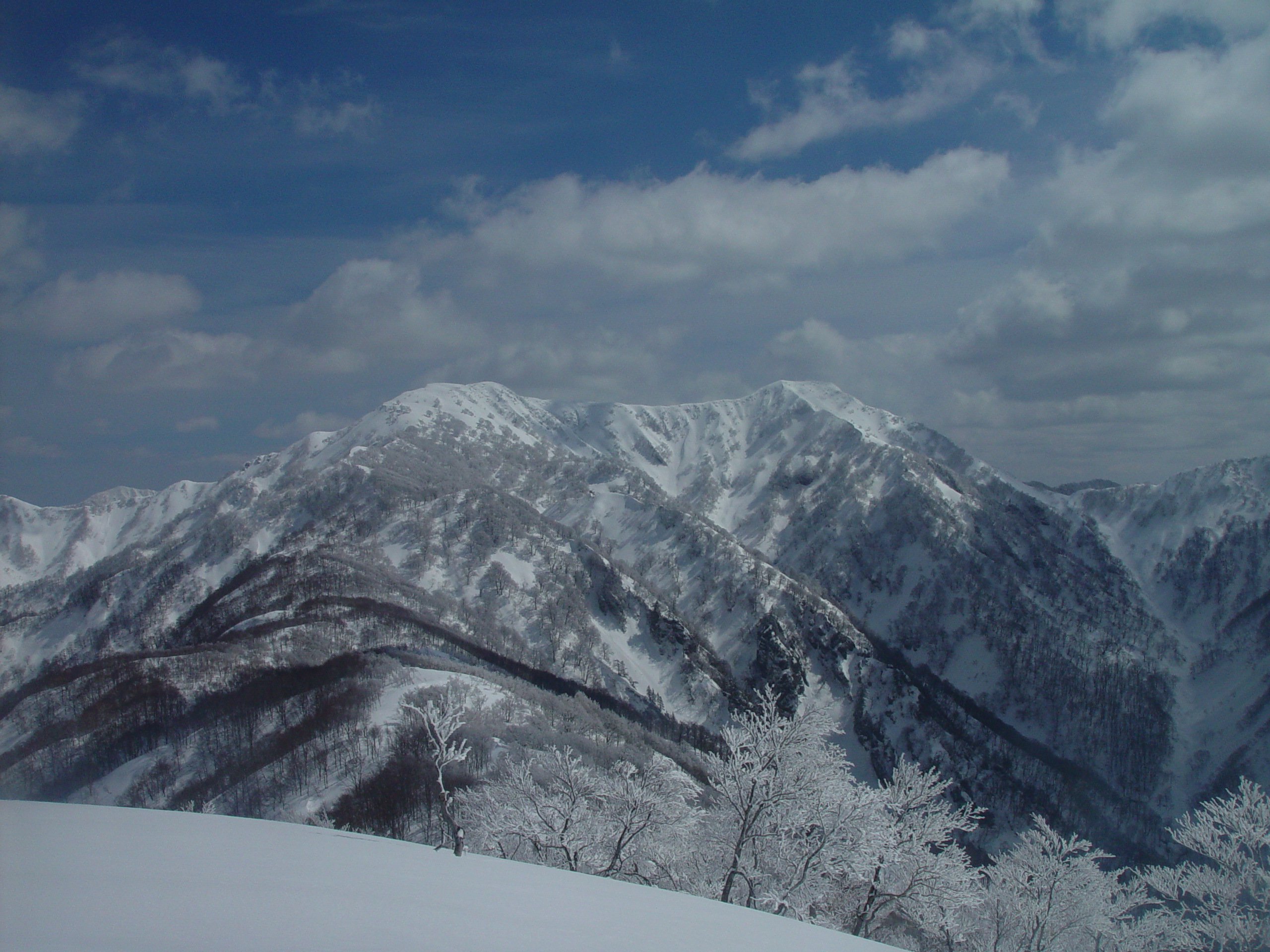
法恩寺山から望む経ヶ岳 （2005年3月19日）